# Bitwa pod Dorostolonem
Bitwa pod Dorostolonem – oblężenie Dorostolonu przez wojska bizantyńskie w dniach 23 kwietnia – 22 lub 24 lipca 971 r., zakończone zwycięstwem nad obleganymi siłami ruskimi; w efekcie cesarz bizantyński Jan I Tzimiskes zawarł porozumienie z księciem kijowskim Światosławem I, w którym ten zobowiązał się do nieagresji w stosunku do Bizancjum.

## Początek kampanii
Po stłumieniu buntu Bardasa Fokasa, wiosną 971 r. cesarz Jan Tzimiskes zdecydował się odbić spod panowania ruskiego Bułgarię. W związku z tym zorganizował on wyprawę karną złożoną z oddziałów kawalerii, piechoty i sił morskich, wyposażoną w środki oblężnicze. Armia wyruszyła w stronę Dorostolonu. Nie niepokojony przez wojska Rusinów cesarz przekroczył wraz z armią pasma górskie na granicy Bułgarii i skierował się pod bułgarską stolicę Presław, gdzie w krwawej bitwie rozbił wojsko ruskie i zdobył miasto. Po bitwie presławskiej wojska bizantyjskie ruszyły już bezpośrednio na Dorostolon zajmując po drodze kilka miast, m.in.: Pliskę.

## Oblężenie i bitwa
23 kwietnia armia cesarska podeszła pod Dorostolon. Światosław zdecydował się wydać bitwę na przedpolu grodu. Uderzenie ciężkozbrojnej jazdy bizantyjskiej złamało jednak szyki Rusinów i armia wycofała się do miasta, które siły cesarskie zaczęły oblegać. Już 25 kwietnia próbowały zdobyć je szturmem, lecz Rusini odparli atak. Później dochodziło jedynie do drobnych starć oddziałów konnych. Flota bizantyjska weszła na Dunaj i odcięła załogę od pomocy z zewnątrz. Gdy oblężonym zaczęło brakować żywności, Światosław zdecydował się zaatakować armię cesarską. Wieczorem 24 (lub 22) lipca siły ruskie niespodziewanie wyszły z miasta i uderzyły na Bizantyjczyków. Początkowo natarcie przebiegało pomyślnie dla atakujących, lecz uderzenie katafraktów dowodzonych osobiście przez cesarza i oskrzydlenie armii ruskiej przez kawalerię Bardasa Sklerosa przesądziło o wyniku bitwy. W trakcie odwrotu do miasta Rusini ponieśli poważne straty. Następnego dnia raniony w bitwie Światosław wysłał do cesarza posłów z propozycją rozejmu. Po trzymiesięcznym oblężeniu miasta Bizantyńczycy zmusili Rusinów do poddania się.

## Rozejm
Jan Tzimiskes zaoferował Światosławowi następujące warunki rozejmu: gwarancje bezpieczeństwa, kontynuację umów handlowych i zaopatrzenie na powrót na Ruś.
Zwycięstwo pozwoliło cesarstwu na ponad 100 lat odsunąć widmo wojny z Rusinami i rozszerzyć granice na północ, o podporządkowane sobie ziemie wschodniej Bułgarii.
Światosław zobowiązał się nigdy więcej nie organizować wypraw na Bałkany, wypuścić wszystkich jeńców, a w razie potrzeby wesprzeć cesarza zbrojnie. Wracając wraz z resztkami swojej armii na Ruś zginął z rąk Pieczyngów.